# Edward F. Dickinson
Edward Fenwick Dickinson (* 21. Januar 1829 in Fremont, Ohio; † 25. August 1891 ebenda) war ein US-amerikanischer Politiker. Zwischen 1869 und 1871 vertrat er den Bundesstaat Ohio im US-Repräsentantenhaus.

## Werdegang
Edward Dickinson besuchte die öffentlichen Schulen seiner Heimat und danach das St. Xavier College in Cincinnati. Nach einem anschließenden Jurastudium und seiner Zulassung als Rechtsanwalt begann er in Fremont in diesem Beruf zu arbeiten. Zwischen 1852 und 1854 war er Staatsanwalt im Sandusky County. Während des Bürgerkrieges diente er im Heer der Union, in dem er bis zum Hauptmann aufstieg. Von 1866 bis 1869 war er Nachlassrichter im Sandusky County. Politisch schloss er sich der Demokratischen Partei an.
Bei den Kongresswahlen des Jahres 1868 wurde Dickinson im neunten Wahlbezirk von Ohio in das US-Repräsentantenhaus in Washington, D.C. gewählt, wo er am 4. März 1869 die Nachfolge des Republikaners Ralph Pomeroy Buckland antrat. Da er im Jahr 1870 nicht bestätigt wurde, konnte er bis zum 3. März 1871 nur eine Legislaturperiode im Kongress absolvieren. Während dieser Zeit wurde der 15. Verfassungszusatz ratifiziert.
Nach dem Ende seiner Zeit im US-Repräsentantenhaus betätigte sich Edward Dickinson wieder als Anwalt. In den Jahren 1871, 1873, und 1875 amtierte er als Bürgermeister von Fremont. Von 1877 bis 1879 sowie nochmals ab 1885 bis zu seinem Tod war er wieder Nachlassrichter im Sandusky County. Er starb am 25. August 1891 in Fremont, wo er auch beigesetzt wurde. Mit seiner Frau Henrietta Mitchner hatte er drei Kinder.